# Commandant Shepard
Ne doit pas être confondu avec Lieutenant-colonel John Sheppard
Pour les articles homonymes, voir Shepard.
 (juin 2011).
Si vous disposez d'ouvrages ou d'articles de référence ou si vous connaissez des sites web de qualité traitant du thème abordé ici, merci de compléter l'article en donnant les références utiles à sa vérifiabilité et en les liant à la section « Notes et références ».
Le Commandant Shepard est le protagoniste principal et le personnage joueur de la trilogie Mass Effect de BioWare. Ce personnage évolue au sein des jeux vidéo Mass Effect, Mass Effect 2 et Mass Effect 3.
Ancien soldat de l'armée de l'Alliance et premier « spectre » humain, Shepard essaye d'arrêter les Moissonneurs, une armée de machines dont le but est d'anéantir toute vie organique intelligente. Le nom du personnage est un hommage à l'astronaute Alan Shepard, premier américain dans l'espace.

## Rôle dans la sérieMass Effect
Le Commandant Shepard est le personnage principal de la trilogie Mass Effect. Son sexe, son apparence, ses idéaux et ses compétences de base sont déterminés par le joueur au début d'une session de jeu. Ces paramètres influent sur l'apparence et les options de combat, mais pas sur le scénario principal de l'aventure. Le prénom par défaut est « John » si le joueur choisit d'incarner un homme, ou « Jane » pour une femme. Shepard a par défaut le visage du top model néerlandais Mark Vanderloo et la voix de Mark Meer, ou Jennifer Hale dans le cas d'une femme. Si on choisit le passé de Stellaire, on apprend que sa mère (qui n'apparait jamais) est Hannah Shepard et qu'elle sert sur le cuirassé Kilimandjaro avant d'être promue Amirale dans Mass Effect 3.

### Mass Effect
Le commandant Shepard commence comme second d'un vaisseau spatial expérimental, le Normandy. Il découvre la trahison d'un Spectre (soldat d'élite n'obéissant qu'au Conseil de la Citadelle), appelé Saren Artérius et aidé par des Geth, sortes de robots soldats. Après avoir prouvé sa trahison au conseil galactique, Shepard est à son tour promu Spectre, et a carte blanche pour rechercher Saren et le neutraliser. Au fur et à mesure du jeu, le commandant Shepard visite alors les planètes de la galaxie, et il comprend que le vaisseau de Saren, Sovereign, est un Moissonneur, une race qui cherche à détruire toute forme de vie intelligente. Alors que Sovereign attaque la Citadelle, Shepard fait appel à la flotte humaine qui détruit in extremis Sovereign. L'humanité gagne alors sa place au Conseil de la Citadelle.

### Mass Effect 2
Le jeu commence par l'attaque et la destruction du Normandy par un vaisseau inconnu, pendant lequel Shepard meurt.
Le corps de Shepard est retrouvé dans l'espace par une organisation radicale pro-humaine : « Cerberus ». Cette organisation dirigée par L'Homme Trouble dépensera sans compter pendant 2 ans en nanotechnologie et cybernétique afin de restaurer la « légende » Shepard et financera la reconstruction d'un second Normandy (SR2).
L'Homme Trouble souhaite engager Shepard pour enquêter sur la disparition de colonies humaines entières. Une condition cependant : lui rendre compte de tout faits et gestes via 2 membres d'équipe imposés (Jacob & Miranda). Méfiant mais résolu à sauver les humains, Shepard accepte.
Après investigation Shepard découvre que l'origine des disparitions de colonies humaines est lié aux Moissonneurs. Ceux-ci contrôlent mentalement une race insectoïde surnommée "Récolteurs" afin d'enlever le plus d'humains possible. Le seul moyen de stopper ces Récolteurs est d'aller là où personne d'autre n'a osé s'aventurer. En s'infiltrant à bord de leur vaisseau, qui s'avère être celui qui a détruit l'ancien Normandy, Shepard découvre qu'afin de rejoindre le système abritant les Récolteurs, il faut trouver un module d'identification puis emprunter le relais cosmodésique « Omega-4 ». Grâce à son réseau, L'Homme Trouble repère le corps abandonné d'un ancien Moissonneur disposant d'un tel module.
Une fois le module branché sur l'IA du Normandy, celui-ci enclenche une balise qui ameute le vaisseau récolteur, le SR2 arrive de justesse à s'échapper au prix de la majorité de son personnel. Déterminé à sauver son équipage, Shepard emprunte le relais « Oméga-4 » pour une mission qui semble suicidaire aux yeux de tous.
De l'autre côté de ce relais, Shepard atteint la base des Récolteur, où la vérité se révèle être encore plus terrifiante : les Récolteurs se sont servis de millions d'humains pour approvisionner en matériel génétique un proto-Moissonneur. Shepard élimine le Moissonneur, et sabote la base (soit pour la faire exploser, soit pour provoquer une irradiation qui laissera la base intacte pour Cerbérus) avant de fuir le système.
À noter que Shepard peut mourir à la fin de la mission suicide si son commando ne s'en sort pas, auquel cas le jeu Mass Effect 3 commencera sans pouvoir importer la sauvegarde.

### Mass Effect 3
Comme pour Mass Effect 2, les choix pris dans le précédent opus se répercutent dans ce nouvel épisode. En effet, si le commandant Shepard meurt lors de la dernière mission de Mass Effect 2, il est alors impossible pour le joueur d'importer son personnage de Mass Effect 2 à Mass Effect 3. Plusieurs alliés peuvent également mourir, et donc n'apparaissent pas dans ce troisième volet de la trilogie.
Dans le jeu, Shepard fait face à l'assaut final des Moissonneurs sur la galaxie et doit unir les forces de toutes les races extraterrestres vers un affrontement ultime prenant place sur la Terre. L'espoir de la galaxie repose sur le Creuset, une arme créée par plusieurs races dans des cycles antérieurs. Shepard aura alors le choix de son utilisation. En effet, cette arme lui offre la possibilité de détruire les Moissonneurs mais aussi toute créature mécanique (comme IDA ou les Geths), ou de contrôler les moissonneurs ou de faire entrer en symbiose toutes les entités tant organique que mécanique (seul moyen de sauver les Geth et IDA). Un nouveau DLC nommé "Extended Cut" propose un quatrième choix qui consiste à renier toutes les possibilités offertes par le Creuset. Quel que soit le choix fait, l'image de Shepard deviendra une légende sur Terre.

### Personnages liés au Commandant Shepard
| Mass Effect                                                                                   | Mass Effect 2 | Mass Effect 3 | Antagonistes | Autres personnages |
| --------------------------------------------------------------------------------------------- | --- | --- | --- | --- |
| - Ashley Williams - Liara T'Soni - Kaidan Alenko - Garrus Vakarian - Urdnot Wrex - Tali'Zorah | - Jacob Taylor - Miranda Lawson - Thane Krios - Grunt - Jack - Mordin Solus - Samara ou Morinth - Kasumi Goto (DLC) - Legion - Zaeed Massani (DLC) - Tali'Zorah - Garrus Vakarian - Liara T'Soni (DLC) | - Tali'Zorah - Garrus Vakarian - Liara T'Soni - Ashley Williams ou Kaidan Alenko - James Vega - IDA - Javik (DLC) - Aria T'Loak (DLC) - Nyreen Kandros (DLC) - Urdnot Wrex (DLC) - Thane Krios (personnage secondaire) - Kasumi Goto (personnage secondaire) - Légion (personnage secondaire) - Mordin Solus (personnage secondaire - Jack (personnage secondaire) - Miranda Lawson (personnage secondaire) | - L'Augure - Matriarche Benezia - Sovereign - Saren Arterius - L'Homme Trouble - Kai Leng - Amanda Kenson (DLC) - Donovan Hock (DLC) - Oleg Petrovsky (DLC) - Maya Brooks (DLC) - Clone de Shepard (DLC) | - Jeff « Joker » Moreau - Kelly Chambers - Karin Chawkwas - Chloé Michel - Greg Adams - Kenneth Donnelly - Gabriella « Gabby » Daniels - David Anderson - Amiral Steven Hackett - Donnel Udina - Samantha Traynor |

## Conception et création
BioWare voulait que les joueurs n'aient pas un rôle impersonnel, mais au contraire ressentent quelque chose de spécial à jouer le personnage principal. Pendant le développement du premier jeu, la version féminine de Shepard était développée en même temps que la version masculine, et des réponses lui étaient spécifiques. Casey Hudson a déclaré « elle n'est pas une caricature du jeu de rôle au féminin, mais elle est au contraire très impressionnante en tant que caractère féminin fort qui est sensible, mais extrêmement confiante et assurée.
Le nom du personnage est repris de l'astronaute Alan Shepard, premier américain dans l'espace.
Une autre inspiration peut venir de la série Stargate Atlantis, où le héros principal se prénomme John Sheppard.

### Apparence
Le genre de Shepard, sa classe de personnage et son apparence générale sont personnalisables par le joueur. Le visage par défaut de Shepard est celui du mannequin néerlandais Mark Vanderloo.

### Voix
- Voix originale

L'acteur canadien Mark Meer est la voix masculine de Shepard, tandis que l'actrice canadienne Jennifer Hale est la voix féminine. Ces deux acteurs ont déjà travaillé avec Bioware plusieurs fois auparavant. Ces deux acteurs sont très attachés à cette œuvre, même si Jennifer Hale n'a pas joué au jeu. Mark Meer quant à lui est un grand fan des jeux vidéo et a joué à Mass Effect. Il aimait jouer à Mass Effect avant de se lancer au doublage du prochain opus, pour mieux connaitre l’œuvre. Ces deux acteurs n'hésitent pas à venir à certaines conventions sur le jeu. 
- Voix française

C'est l'acteur Boris Rehlinger qui double la voix masculine du Commandant Shepard. Cet acteur spécialisé dans le doublage est notamment connu pour avoir doublé Jason Statham dans de nombreux films, et également le Chat Potté.
C'est l'actrice Pascale Chemin qui double la voix féminine du Commandant Shepard. Elle est connue pour avoir doublée un bon nombre de séries d'animations.
Ces deux acteurs sont clairement moins impliqués que leurs homologues américains, n'étant pas des joueurs de jeux vidéo. Cependant ils restent disponibles avec leurs fans, et ont fait quelques interviews pour des sites dédiés au jeu.